# Гудысь
Гудысь — река в России, протекает по Верхнекамскому району Кировской области. Устье реки находится в 88 км от устья реки Порыш по правому берегу. Длина реки составляет 43 км. В 14 км от устья впадает правый приток Сепон.
Исток реки на Верхнекамской возвышенности в лесу Долгий в 7 км к северу от села Лойно. Река течёт на север, русло извилистое, протекает несколько нежилых деревень. Кроме Сепона крупных притоков не имеет. Впадает в Порыш рядом с устьем реки Има в 18 км к северо-западу от деревни Южаки. Ширина реки у устья около 15 метров.

## Данные водного реестра
По данным государственного водного реестра России относится к Камскому бассейновому округу, водохозяйственный участок реки — Кама от истока до водомерного поста у села Бондюг, речной подбассейн реки — бассейны притоков Камы до впадения Белой. Речной бассейн реки — Кама.
Код объекта в государственном водном реестре — 10010100112111100001297.